# Kid Klown in Crazy Chase
Kid Klown in Crazy Chase (キッドクラウンのクレイジーチェイス) est un jeu vidéo d'action développé et édité par Kemco et sorti en 1994 sur Super Nintendo. Un portage sur Game Boy Advance est sorti en 2002 sous le titre Crazy Chase en Europe et en Amérique du Nord.

## Accueil
- Jeux vidéo Magazine : 12/20 (GBA)[1]